# کرم‌لو (مشگین‌شهر)
کرم‌لو روستایی است که در استان اردبیل، شهرستان مشگین‌شهر، بخش ارشق، دهستان ارشق مرکزی قرار دارد.

## جمعیت
بر اساس سرشماری سال ۱۳۸۵ جمعیت این روستا ۴۱۰ نفر با ۹۹ خانوار بوده‌است.